# Loudetia simplex
Loudetia simplex är en gräsart som först beskrevs av Christian Gottfried Daniel Nees von Esenbeck, och fick sitt nu gällande namn av Charles Edward Hubbard. Loudetia simplex ingår i släktet Loudetia och familjen gräs. Inga underarter finns listade i Catalogue of Life.